# Vevlira

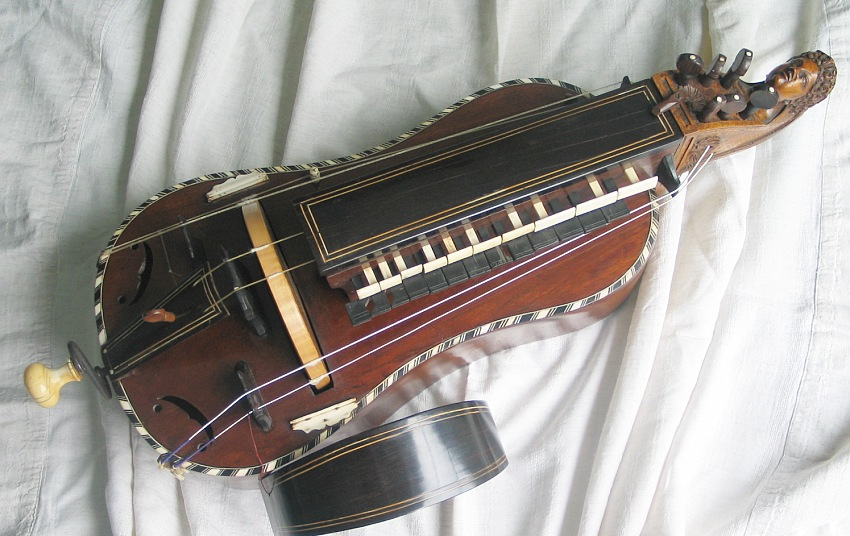
Fransk lira, från omkring 1760.

Vevliran är ett musikinstrument som nådde sin glansperiod under medeltiden i Europa. Därefter reducerades dess popularitet, och vid 1700-talets början ansågs den som ett typiskt tiggarinstrument[källa behövs]. Instrumentet har fått en renässans och används flitigt inom folkmusikgenren, hos grupper som vill gå tillbaka till äldre tiders musik med borduntoner.

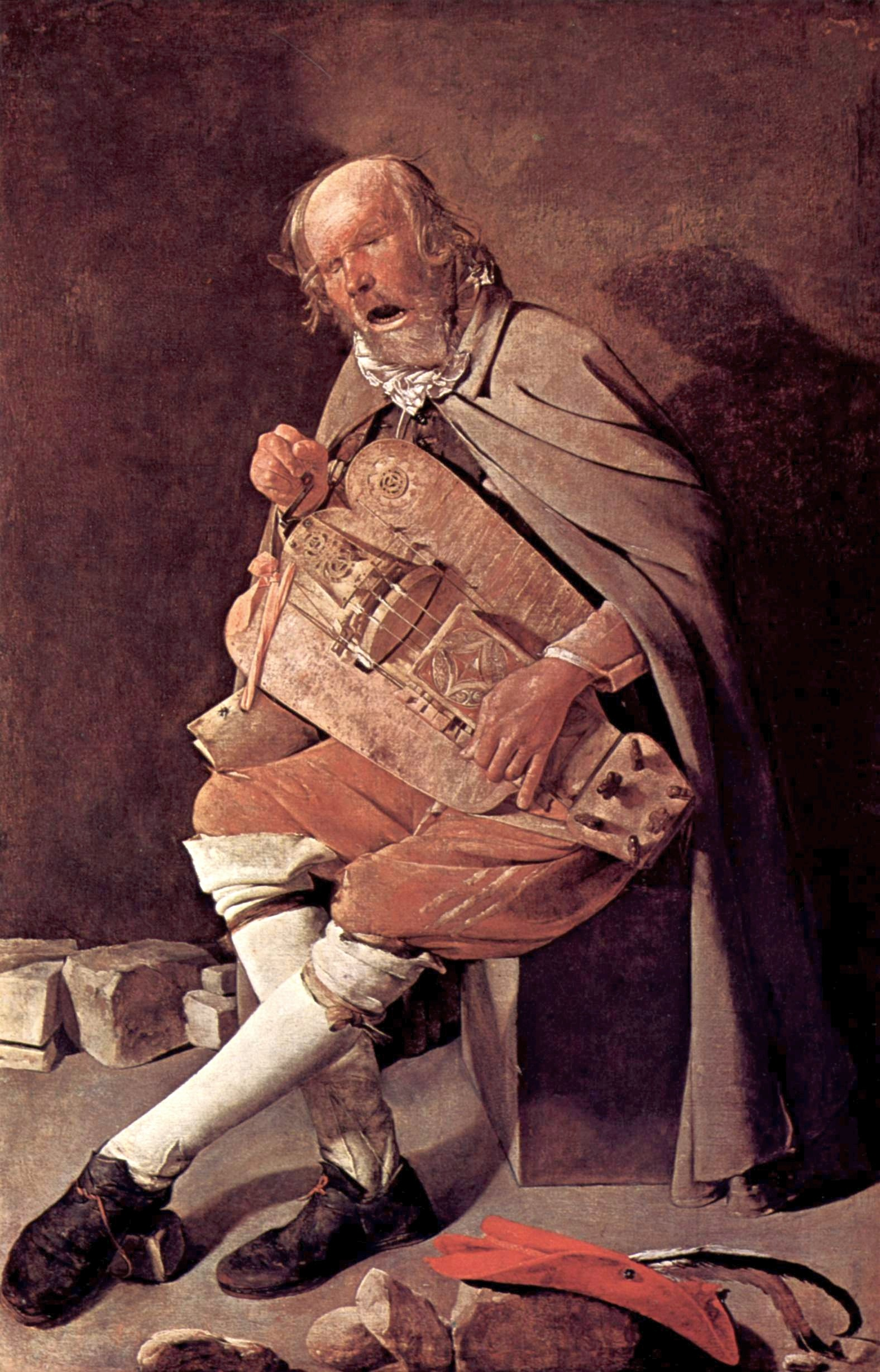
Vevlira spelas, på målning av Georges de La Tour (tidigt 1600-tal).

## Konstruktion
Vevliran påminner till det yttre en del om nyckelharpan. Dock uppstår ljudet genom att ett hartsat hjul, som drivs av en vev, gnids mot strängarna. Vevliran har melodisträngar, borduner (bassträngar som ljuder med en konstant ton) samt ibland ett så kallat "knarrstall". Knarrstallet ligger löst fasthållet under en bordunsträng mot ljudlådan. När vevens rotationshastighet kort ökas, följer bordunsträngen med hartshjulet en kort bit, men faller snabbt ned tillbaka och orsakar några slag, så kallade knarr, på knarrstallet. Dessa knarr används av vevlirespelaren för att rytmisera och markera i musiken.
Termen vevlira myntades av Jan Ling 1967, dessförinnan har instrumentet i Norden under många hundra år nära uteslutande hetat lira. Före Ling benämnde musikforskare ofta liran vid dess franska namn, vielle.

## Kända svenska vevlirespelare
- Stefan Brisland-Ferner
- Göran Hallmarken
- Totte Mattsson
- Harald Pettersson
- Jan Winter
- Anders Ådin
- Olof Larsson (Grodd-Ole)
- Johannes Geworkian Hellman
- Bruno Andersen